# Cyrtanaspis phalerata
Cyrtanaspis phalerata es una especie de coleóptero de la familia Scraptiidae. Según la Lista Roja finlandesa, la especie está en peligro crítico en Finlandia. Según la Lista Roja sueca, la especie está en peligro crítico en Suecia. La especie está presente en Öland. Su hábitat son las turberas naturales.

## Distribución geográfica
Habita en Finlandia.